# Gobiodon
A Gobiodon a csontos halak (Osteichthyes) főosztályának a sugarasúszójú halak (Actinopterygii) osztályába, ezen belül a sügéralakúak (Perciformes) rendjébe, a gébfélék (Gobiidae) családjába és a Gobiinae alcsaládjába tartozó nem.

## Rendszerezés
A nembe az alábbi 27 faj tartozik:
- Gobiodon acicularis Harold & Winterbottom, 1995
- Gobiodon albofasciatus Sawada & Arai, 1972
- Gobiodon aoyagii Shibukawa, Suzuki & Aizawa, 2013
- Gobiodon ater Herler, Bogorodsky & Suzuki, 2013
- Gobiodon atrangulatus Garman, 1903
- Gobiodon axillaris De Vis, 1884
- Gobiodon bilineatus Herler, Bogorodsky & Suzuki, 2013
- Gobiodon brochus Harold & Winterbottom, 1999
- Gobiodon ceramensis (Bleeker, 1853)
- Gobiodon citrinus (Rüppell, 1838)
- Gobiodon erythrospilus Bleeker, 1875
- Gobiodon fulvus Herre, 1927
- Gobiodon fuscoruber Herler, Bogorodsky & Suzuki, 2013
- Gobiodon heterospilos Bleeker, 1856 - típusfaj
- Gobiodon histrio (Valenciennes, 1837)
- Gobiodon irregularis Herler, Bogorodsky & Suzuki, 2013
- Gobiodon micropus Günther, 1861
- Gobiodon multilineatus Wu, 1979
- Gobiodon oculolineatus Wu, 1979
- Gobiodon okinawae Sawada, Arai & Abe, 1972
- Gobiodon prolixus Winterbottom & Harold, 2005
- Gobiodon reticulatus Playfair, 1867
- Gobiodon rivulatus (Rüppell, 1830)
- Gobiodon spilophthalmus Fowler, 1944
- Gobiodon unicolor (Castelnau, 1873)
- Gobiodon quinquestrigatus (Valenciennes, 1837)
- Gobiodon winterbottomi Suzuki, Yano & Senou, 2012